# Hamer Guitars

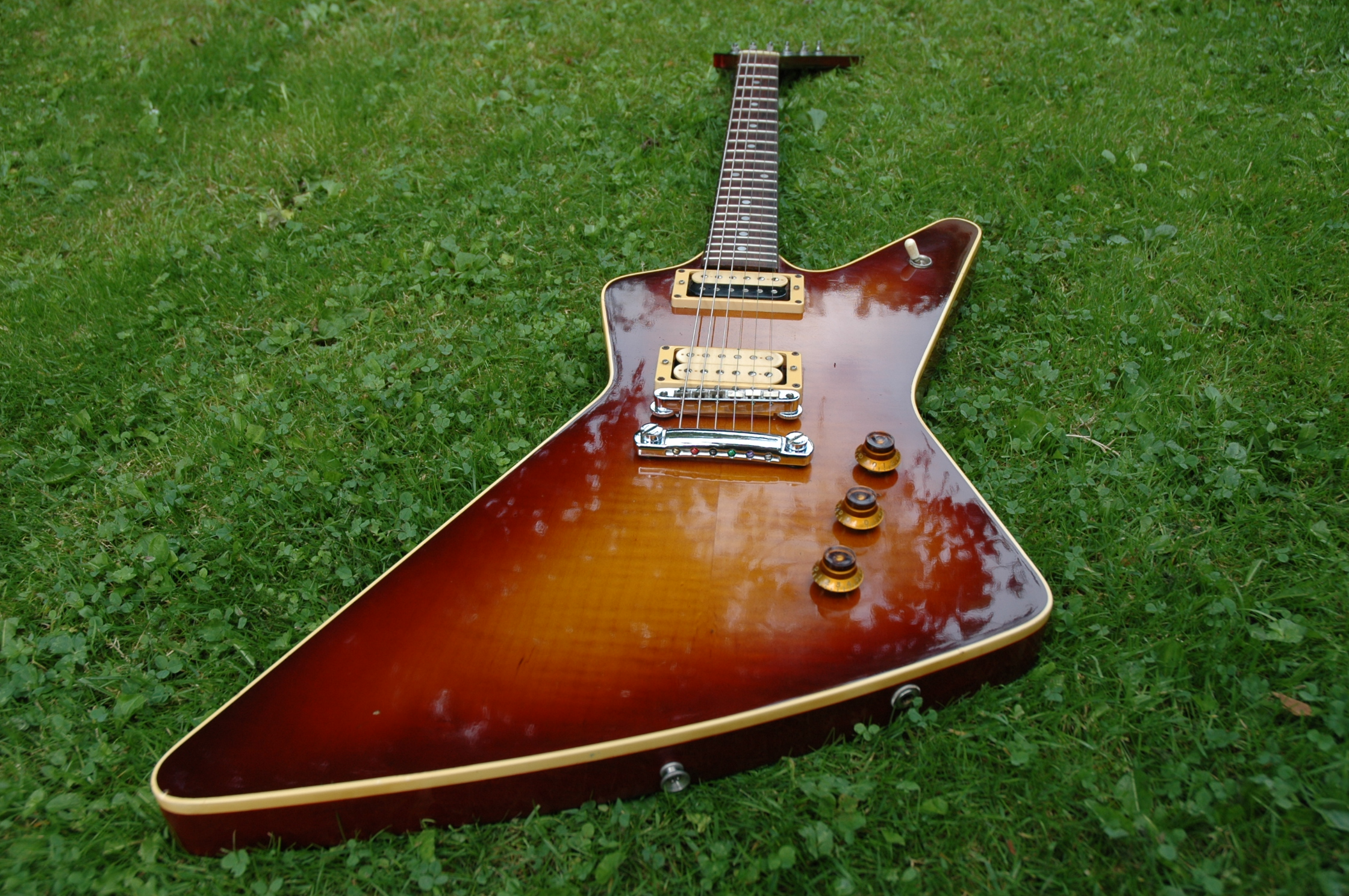
Hamer Standard

Hamer Guitars je americká firma, vyrábějící převážně profesionální a poloprofesionální elektrické kytary a baskytary vysoké kvality.
Na počátku firmy byla parta mladých rockových muzikantů, která chtěla mít lepší nástroje, než dokázala najít v místních obchodech. A tak začali upravovat nástroje jiných firem a postupně se vypracovali ke stavbě svých vlastních kytar a založení firmy Hamer Guitars. Tu založil v roce 1974 Jol Dantzig a jeho partner Paul Hamer. Firma od počátku razila myšlenku stavět nejlepší nástroje z nejlepších materiálů.
Kytary Hamer má v oblibě řada slavných hudebníků, například Brad Whitford (Aerosmith), Craig Ross (Lenny Kravitz), K. K. Downing a Glenn Tipton (Judas Priest), Jeff Ament (Pearl Jam), Vernon Reid (Living Colour) nebo Martin Barre (Jethro Tull).